# Baincthun
Baincthun est une commune française située dans le département du Pas-de-Calais en région Hauts-de-France. Ses habitants sont appelés les Baincthunois. La commune est membre de la communauté d'agglomération du Boulonnais qui regroupe 22 communes et compte 112 264 habitants en 2021.
La commune fait partie du parc naturel régional des Caps et Marais d'Opale.

## Géographie

### Localisation
Baincthun est située à 5 km au sud-est de Boulogne-sur-Mer, au cœur de la boutonnière du Boulonnais et au pied du mont Lambert.
Avec ses 26,69 km2, elle est la commune la plus étendue du Boulonnais. Elle en est également la plus boisée : la forêt de Boulogne-sur-Mer s'étendant sur 2 000 ha (20 km2), dont plus de 1 500 ha (15 km2) sur la commune de Baincthun.
Le territoire de la commune est limitrophe de ceux de dix communes.
Les communes limitrophes sont La Capelle-lès-Boulogne, Isques, Questrecques, Saint-Martin-Boulogne, Wirwignes, Bellebrune, Carly, Crémarest, Echinghen et Hesdin-l'Abbé.

### Géologie et relief
La superficie de la commune est de 26,69 km2 ; son altitude varie de 22  à   133 mètres et s'intègre dans la boutonnière du boulonnais (chaîne de petits monts le long des coteaux calcaires de la cuesta).
Le sol est composé de limons, calcaires et grès du Jurassique supérieur. L'aléa lié au retrait-gonflement d'argiles est nul à moyen dans la partie habitée et agricole, faible à moyen dans la partie forestière.

### Hydrographie

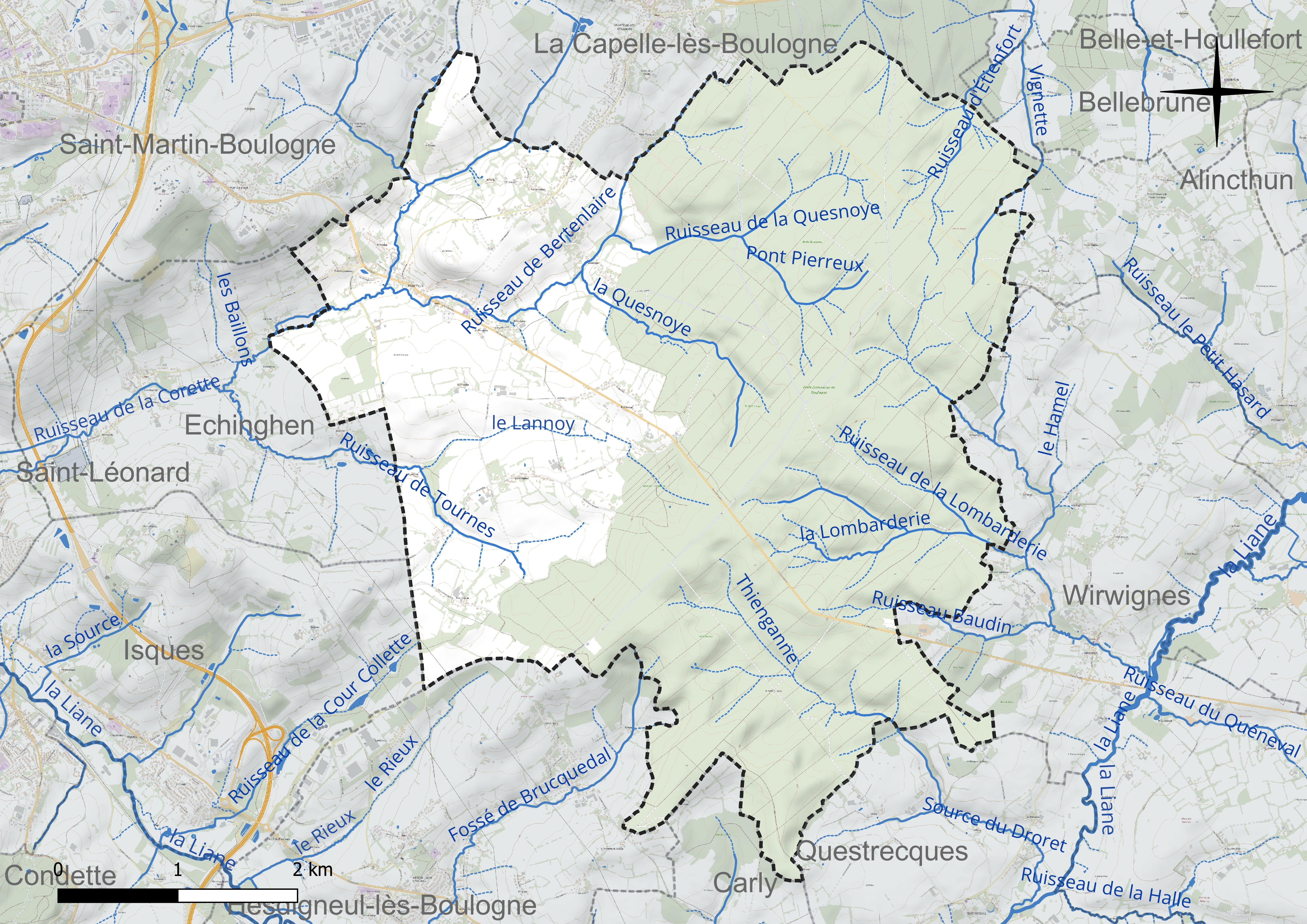
Réseau hydrographique de Baincthun.

Le territoire de la commune est situé dans le bassin Artois-Picardie.
La commune est drainée par sept cours d'eau d'une longueur supérieure à 3 km :
- le ruisseau de la Corette, d'une longueur de 8,86 km, traverse la commune de Baincthun et se jette dans le fleuve la Liane. Il traverse les communes de Baincthun, Echinghen, Saint-Léonard et La Capelle-lès-Boulogne[3] ;
- la Vignette, d'une longueur de 4,22 km, qui prend sa source dans la commune de Baincthun et se jette dans le Wimereux au niveau de la commune de Belle-et-Houllefort[4] ;
- le ruisseau de la haute faude, d'une longueur de 4,68 km[5] ;
- le ruisseau de Bertenlaire, d'une longueur de 4,13 km, qui prend sa source dans la commune de La Capelle-lès-Boulogne, se jette dans le ruisseau de la Corette au niveau de la commune de Baincthun[6] ;
- le ruisseau de tournes, d'une longueur de 3,75 km, prend sa source dans la commune de Baincthun et se jette dans le ruisseau de la Corette au niveau de la commune d'Echinghen[7] ;
- le fossé de brucquedal, d'une longueur de 3,73 km[8] ;
- le ruisseau du pont jean marck, d'une longueur de 3,07 km, qui prend sa source dans la commune et se jette dans le Wimereux au niveau de la commune de Conteville-lès-Boulogne[9].

- le Lannoy[10]
- le Thienganne[11]
- le ruisseau de la quesnoye[12]
- la Quesnoye[13]
- le ruisseau d'étienfort[14] ;
- le ruisseau baudin[15]
- la Lombarderie 2[16]
- le ruisseau de la lombarderie[17]
- le Ruisseau des Prés Pourris[18]
- la Lombarderie 3[19]
- le Pont Pierreux[20]
- le ruisseau du grand crocq[21]
- le ruisseau de badhuit[22] et la rivière d'Echinghen[23].

### Climat
Pour des articles plus généraux, voir Climat des Hauts-de-France et Climat du Pas-de-Calais.
En 2010, le climat de la commune est de type climat océanique franc, selon une étude du CNRS s'appuyant sur une série de données couvrant la période 1971-2000. En 2020, Météo-France publie une typologie des climats de la France métropolitaine dans laquelle la commune est exposée à un climat océanique et est dans la région climatique Côtes de la Manche orientale, caractérisée par un faible ensoleillement (1 550 h/an) ; forte humidité de l’air (plus de 20 h/jour avec humidité relative > 80 % en hiver), vents forts fréquents.
Pour la période 1971-2000, la température annuelle moyenne est de 10,5 °C, avec une amplitude thermique annuelle de 13 °C. Le cumul annuel moyen de précipitations est de 828 mm, avec 12,8 jours de précipitations en janvier et 8,2 jours en juillet. Pour la période 1991-2020, la température moyenne annuelle observée sur la station météorologique la plus proche, située sur la commune de Boulogne-sur-Mer à 5 km à vol d'oiseau, est de 11,2 °C et le cumul annuel moyen de précipitations est de 824,5 mm,. Pour l'avenir, les paramètres climatiques de la commune estimés pour 2050 selon différents scénarios d'émission de gaz à effet de serre sont consultables sur un site dédié publié par Météo-France en novembre 2022.
| Mois                                  | jan.             | fév.             | mars            | avril         | mai            | juin          | jui.          | août          | sep.           | oct.            | nov.            | déc.            | année      |
| ------------------------------------- | ---------------- | ---------------- | --------------- | ------------- | -------------- | ------------- | ------------- | ------------- | -------------- | --------------- | --------------- | --------------- | ---------- |
| Température minimale moyenne (°C)     | 3,4              | 3,4              | 5               | 7             | 9,8            | 12,5          | 14,7          | 15,3          | 13,2           | 10,3            | 6,8             | 4,1             | 8,8        |
| Température moyenne (°C)              | 5,3              | 5,4              | 7,4             | 9,8           | 12,7           | 15,3          | 17,4          | 18            | 15,8           | 12,6            | 8,8             | 6               | 11,2       |
| Température maximale moyenne (°C)     | 7,1              | 7,3              | 9,7             | 12,7          | 15,6           | 18,1          | 20,1          | 20,7          | 18,5           | 14,9            | 10,8            | 7,9             | 13,6       |
| Record de froid (°C) date du record   | −13,4 12.01.1987 | −13,6 01.02.1956 | −7,8 07.03.1971 | −2 14.04.1966 | 1,6 07.05.1997 | 4 02.06.1962  | 8 04.07.1965  | 9 31.08.1956  | 5,8 22.09.1979 | −1 29.10.1947   | −5,6 30.11.1978 | −9,6 29.12.1996 | −13,6 1956 |
| Record de chaleur (°C) date du record | 16,4 01.01.22    | 18,9 26.02.19    | 22,7 30.03.17   | 26 16.04.1949 | 31,2 27.05.05  | 33,3 29.06.19 | 39,6 19.07.22 | 34,8 11.08.03 | 32,6 10.09.23  | 27,2 01.10.1985 | 19,1 01.11.15   | 17,2 10.12.1978 | 39,6 2022  |
| Précipitations (mm)                   | 77               | 56               | 48              | 48,1          | 54,6           | 48            | 54,3          | 63,2          | 69,6           | 95,8            | 106,8           | 103,1           | 824,5      |

### Paysages
Pour un article plus général, voir Paysage en France.
La commune s'inscrit dans les « paysages boulonnais » tels qu'ils sont définis dans l'atlas de paysages de la région Nord-Pas-de-Calais, conçu par la direction régionale de l'Environnement, de l'Aménagement et du Logement (DREAL),.
Les « paysages boulonnais » qui concernent 66 communes, se délimitent : au nord, par les paysages des coteaux calaisiens et du Pays de Licques, à l’est, par le paysage du Haut pays d'Artois, et au sud, par les paysages Montreuillois.
Les « paysages boulonnais », constitués d'une boutonnière bordée d'une cuesta définissant un pays d'enclosure, sont essentiellement un paysage bocager composé de 47 % de son sol en herbe ou en forêt et de 31 % en herbage, avec, dans le sud et l'est, trois grandes forêts, celle de Boulogne, d'Hardelot et de Desvres et, au nord, le bassin de carrière avec l'extraction de la pierre de Marquise depuis le Moyen Âge et de la pierre marbrière dont l'extraction s'est développée au XIXe siècle.
La boutonnière est formée de trois ensembles écopaysagers : le plateau calcaire d'Artois qui forme le haut Boulonnais, la boutonnière qui forme la cuvette du bas Boulonnais et la cuesta formée d'escarpements calcaires.
Dans ces paysages, on distingue trois entités : 
- les vastes champs ouverts du Haut Boulonnais ;
- le bocage humide dans le Bas Boulonnais ;
- la couronne de la cuesta avec son dénivelé important et son caractère boisé[31].

### Milieux naturels et biodiversité

#### Espaces protégés et gérés
La protection réglementaire est le mode d’intervention le plus fort pour préserver des espaces naturels remarquables et leur biodiversité associée.
Dans ce cadre, la commune fait partie de trois espaces protégés : 
- le parc naturel régional des Caps et Marais d'Opale, d’une superficie de 132 499 ha réparties sur 154 communes, géré par le syndicat mixte d'aménagement et de gestion du parc naturel régional des caps et marais d'Opale[33] ;
- les prairies du Boudoir d’une superficie de 6,709 hectares. Terrain acquis (ou assimilé) par le Conservatoire d'espaces naturels des Hauts-de-France[34] ;
- la basse vallée, réserve biologique dirigée, d’une superficie de 11,605 hectares. Terrain géré l'Office national des forêts (ONF)[35].

#### Zones naturelles d'intérêt écologique, faunistique et floristique
L’inventaire des zones naturelles d'intérêt écologique, faunistique et floristique (ZNIEFF) a pour objectif de réaliser une couverture des zones les plus intéressantes sur le plan écologique, essentiellement dans la perspective d’améliorer la connaissance du patrimoine naturel national et de fournir aux différents décideurs un outil d’aide à la prise en compte de l’environnement dans l’aménagement du territoire.
La commune comprend deux ZNIEFF de type 1 :
- la forêt domaniale de Boulogne-sur-Mer et ses lisières. La forêt domaniale de Boulogne-sur-Mer s’étend entre la RN 42 et la RN 1, en arrière de l’agglomération de Boulogne-sur-Mer. Elle appartient au vaste complexe bocager et forestier de la Liane et du bas-Boulonnais[36] ;
- la vallée de Saint-Martin-Boulogne. Cette ZNIEFF, d’une superficie de 1 698 hectares et d'une altitude variant de 15 à 188 mètres, présente un paysage bocager typique du Boulonnais[37].

et une ZNIEFF de type 2 :
le complexe bocager du Bas-Boulonnais et de la Liane. Le complexe bocager du bas-Boulonnais et de la Liane s’étend entre Saint-Martin-Boulogne et Saint-Léonard à l’ouest et Quesques et Lottinghen à l’est. Il correspond à la cuvette herbagère du bas-Boulonnais.

Carte des ZNIEFF de type 1 et 2 sur la commune
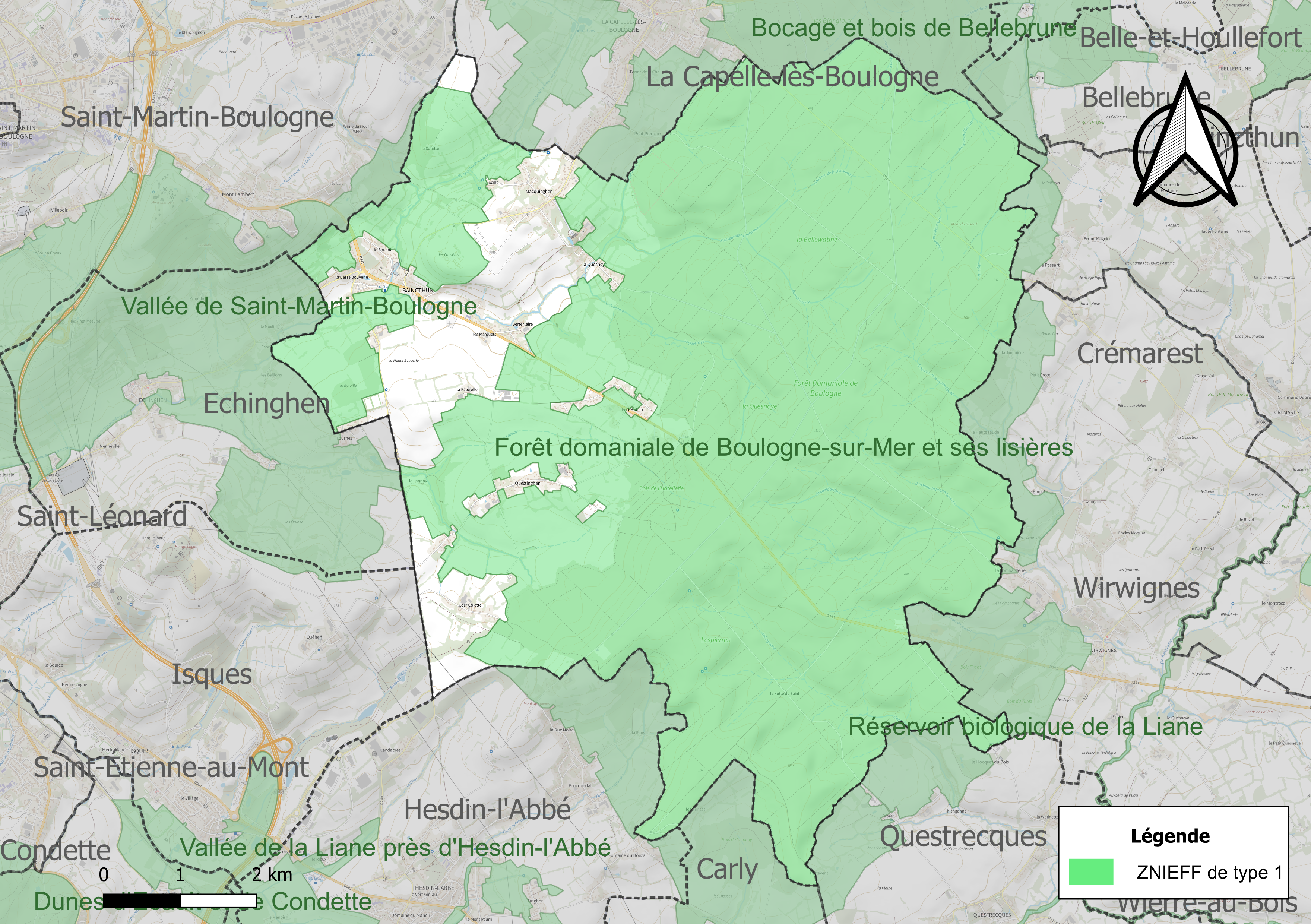
Carte des ZNIEFF de type 1 sur la commune.
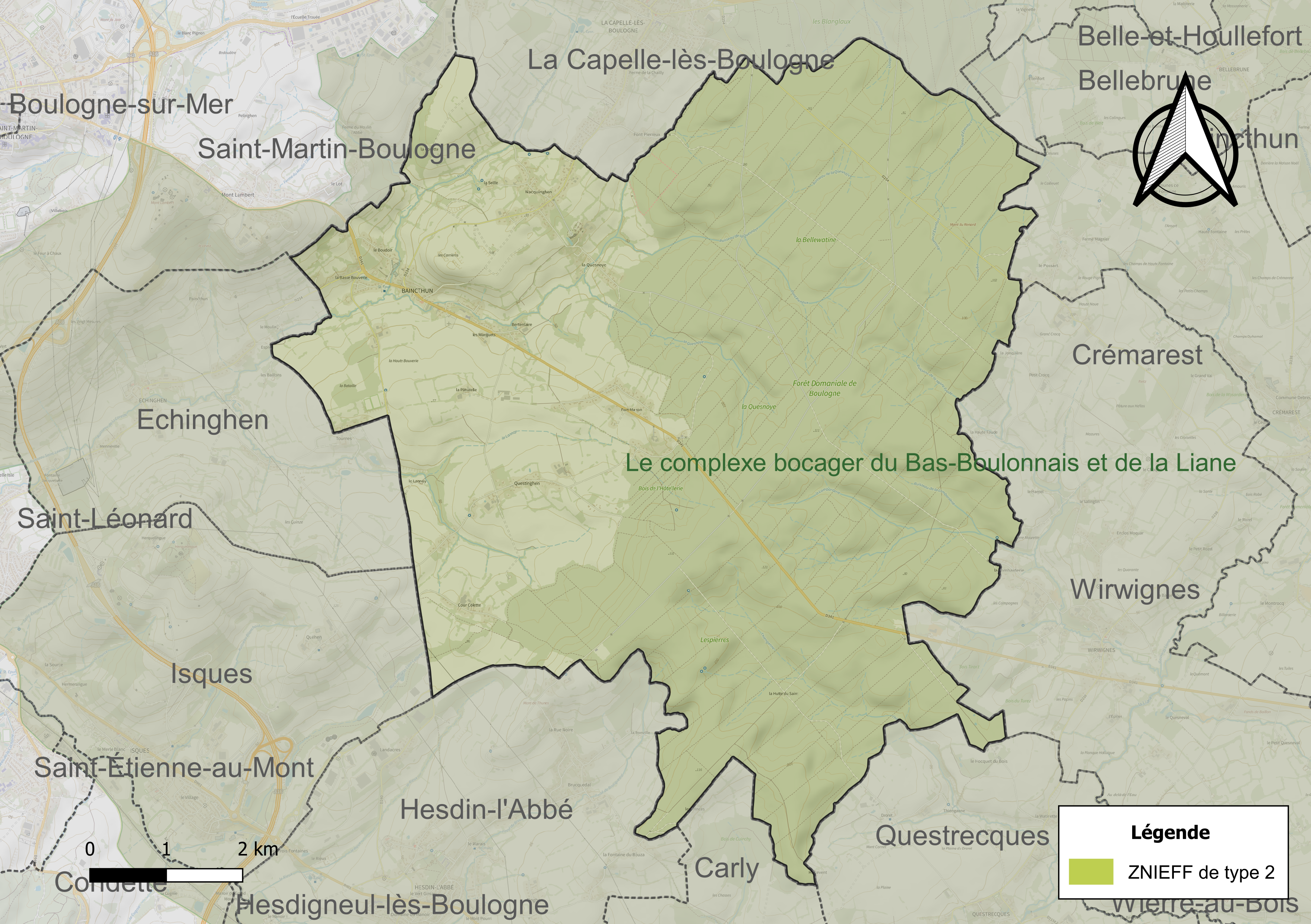
Carte de la ZNIEFF de type 2 sur la commune.

#### Site Natura 2000
Le réseau Natura 2000 est un réseau écologique européen de sites naturels d’intérêt écologique élaboré à partir des Directives « Habitats » et « Oiseaux ». Ce réseau est constitué de Zones spéciales de sonservation (ZSC) et de Zones de protection spéciale (ZPS). Dans les zones de ce réseau, les États Membres s'engagent à maintenir dans un état de conservation favorable les types d'habitats et d'espèces concernés, par le biais de mesures réglementaires, administratives ou contractuelles.
Sur la commune, un site Natura 2000 de type B est défini en site d'importance communautaire (SIC) : les forêts de Desvres et de Boulogne et bocage prairial humide du bas-Boulonnais.

#### Biodiversité
Huit espèces de chauve-souris sont inventoriées, principalement au niveau de la forêt et ponctuellement près du ruisseau.

## Urbanisme

### Typologie
Au 1er janvier 2024, Baincthun est catégorisée commune rurale à habitat dispersé, selon la nouvelle grille communale de densité à sept niveaux définie par l'Insee en 2022.
Elle est située hors unité urbaine. Par ailleurs la commune fait partie de l'aire d'attraction de Boulogne-sur-Mer, dont elle est une commune de la couronne,. Cette aire, qui regroupe 80 communes, est catégorisée dans les aires de 50 000 à moins de 200 000 habitants,.

### Occupation des sols
L'occupation des sols de la commune, telle qu'elle ressort de la base de données européenne d’occupation biophysique des sols Corine Land Cover (CLC), est marquée par l'importance des forêts et milieux semi-naturels (65,3 % en 2018), une proportion identique à celle de 1990 (65,3 %). La répartition détaillée en 2018 est la suivante : 
forêts (62,7 %), prairies (20,5 %), terres arables (10,8 %), milieux à végétation arbustive et/ou herbacée (2,6 %), zones urbanisées (2,3 %), zones agricoles hétérogènes (1,1 %). L'évolution de l’occupation des sols de la commune et de ses infrastructures peut être observée sur les différentes représentations cartographiques du territoire : la carte de Cassini (XVIIIe siècle), la carte d'état-major (1820-1866) et les cartes ou photos aériennes de l'IGN pour la période actuelle (1950 à aujourd'hui).

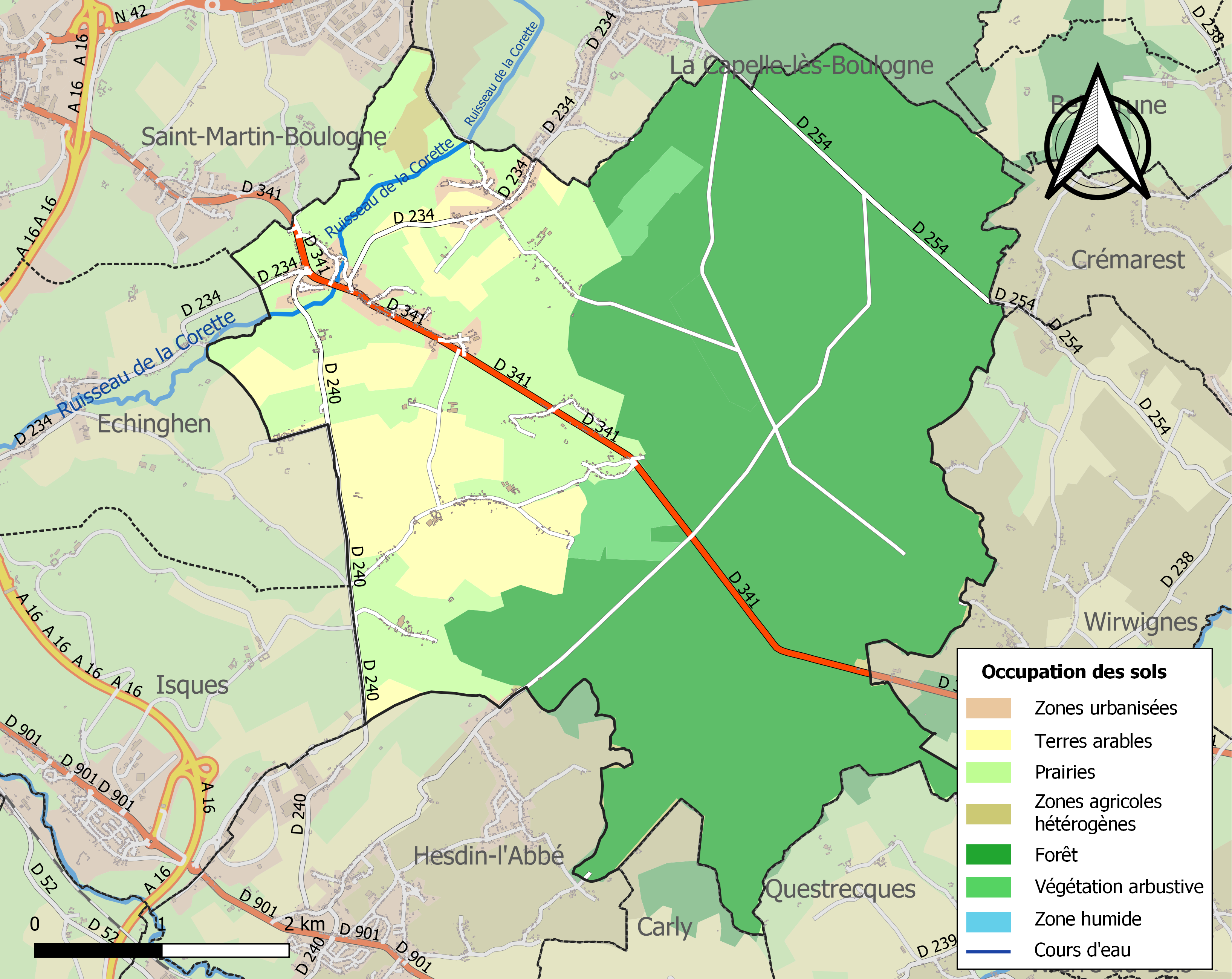
Carte des infrastructures et de l'occupation des sols de la commune en 2018 (CLC).

### Voies de communication et transports

#### Voies de communication
La RD 341, reliant Boulogne à Desvres, traverse la commune du nord-ouest au sud-est. L'autoroute A16 passe à proximité de la commune, la desservant par le biais de la sortie 30 (et, pour certaines parties de la commune, des sorties 28 et 31).

#### Transports en commun
La commune est desservie par les lignes C, L, 16, 18, 100, 173 et 176 des transports en commun de Boulogne-sur-Mer.

#### Transport ferroviaire
La commune est située à 9 km de la gare de Boulogne-Ville, située sur les lignes de Longueau à Boulogne-Ville et de Boulogne-Ville à Calais-Maritime. C'est une gare de la Société nationale des chemins de fer français (SNCF), desservie par des trains des réseaux TGV inOui, TERGV et TER Hauts-de-France.

### Risques naturels et technologiques

#### Risque inondation
À la suite du passage des tempêtes Ciarán, Domingos et Elisa et des inondations et coulées de boue qui se sont produites, la commune est reconnue, par arrêté du 14 novembre 2023, en état de catastrophe naturelle pour inondations et coulées de boue sur la période du 2 au 12 novembre 2023, comme 179 autres communes du département.

## Toponymie
Le nom de la localité est attesté sous les formes Bagingatun en 811 ; Badinghetun en 1183 ; Bainghetun en 1308 ; Baincqhetun en 1398 ; Bainquetun au XIVe siècle ; Bainguetum en 1464 ; Binquethun et Beingthun en 1550 ; Bainquetung et Baincgthun en 1553 ; Bainthun en 1559 ; Baincquethun en 1566 ; Baingthun en 1569 ; Bainctun en 1793 ; Bainethun puis Baincthun depuis 1801.
D'un nom de personne germanique Bago suivi du suffixe -ingen + tun « ferme », donnant la « ferme des gens (famille) de Bago ».

## Histoire
La voie romaine Boulogne-sur-Mer-Thérouanne passait par Questinghen, hameau de Baincthun.
Du Moyen Âge jusqu'en 1794, Baincthun était l'une des douze baronnies du comté de Boulogne. Dès 1129, le village possédait une église et l'on y trouve les traces d'une école dès 1550.
En 1458, un Guy de Baincthun détient trois fiefs à Loon-Plage dans la châtellenie de Bourbourg.
À la même époque, fin du XVe siècle, début du XVIe, Jean de Baincthun, écuyer, seigneur d'Henneval et Sainghen (Sanghen ?), également détenteur d'un fief dans la même châtellenie vers 1455, est le premier mari de Jacqueline de Fiennes détentrice de la seigneurie-ammanie (l'amman est le représentant du châtelain) de Saint-Georges-sur-l'Aa dans la châtellenie de Bourbourg.
Les hameaux historiques de Baincthun sont :
- Berthenlaire (anciennement Bertellare en 1338, qui vient du vieux flamand laer signifiant « terrain vague ») ;
- La Bouverie, divisée en Haute et Basse-Bouverie. La Haute-Bouverie était le siège de l'ancienne baronnie de Baincthun (XIIIe siècle) ;
- La Cour Colette, où l'on trouve les traces d'une motte féodale qui semble avoir porté un donjon seigneurial ;
- Questinghen, communauté civile et paroisse indépendante jusqu'à la Révolution française ;
- Macquinghen se fait remarquer par le château d'Ordre bâti au XVIIIe siècle par la famille du Wicquet. Une chapelle y est construite en 1675 servant d'annexe à la paroisse de Baincthun.

En 1790, la commune est incorporée au canton de Saint-Martin-Boulogne jusqu'au 9 brumaire an XI (31 octobre 1801). Le dernier baron de Baincthun, Adrien Joseph de Béthune, dit le comte de Saint-Venant, meurt le 12 février 1794, victime des fureurs de Joseph Le Bon.
Historiquement, la commune de Baincthun se divise en cinq sections principales : le village proprement dit, les hameaux de Macquinghen, La Capelle, Questinghen et la forêt de Boulogne.
La Capelle devint une commune indépendante le 20 mai 1949.

## Politique et administration

### Découpage territorial
La commune se trouve dans l'arrondissement de Boulogne-sur-Mer du département du Pas-de-Calais.

#### Commune et intercommunalités
La commune est membre de la communauté d'agglomération du Boulonnais et du Pays du Boulonnais (regroupant cette communauté d'agglomération et la communauté de communes de Desvres - Samer). Un SCOT (schéma de cohérence territorial) est en cours d'élaboration à l'échelle du Pays.

#### Circonscriptions administratives
La commune est rattachée au canton de Boulogne-sur-Mer-2.

#### Circonscriptions électorales
Pour l'élection des députés, la commune fait partie de la cinquième circonscription du Pas-de-Calais.

### Élections municipales et communautaires

#### Liste des maires
| Période         | Période          | Identité           | Étiquette | Qualité                                           |
| --------------- | ---------------- | ------------------ | --------- | ------------------------------------------------- |
| 1995            | 29 janvier 2015, | Daniel Parenty     | DVD       | Expert-comptable, commissaire aux comptes         |
| 29 janvier 2015 | En cours         | Stéphane Bourgeois | DVD       | Cadre territorial Réélu pour le mandat 2020-2026, |

## Équipements et services publics

### Enseignement
La commune est équipée d'une école avec cinq classes.

### Santé
Les établissements hospitaliers les plus proches sont l'hôpital de Boulogne-sur-Mer et la clinique de Saint-Martin Boulogne.

### Justice, sécurité, secours et défense
La commune dépend du tribunal judiciaire de Boulogne-sur-Mer, du conseil de prud'hommes de Boulogne-sur-Mer, de la cour d'appel de Douai, du tribunal de commerce de Boulogne-sur-Mer, du tribunal administratif de Lille, de la cour administrative d'appel de Douai, de la cour administrative d'appel de Douai et du tribunal pour enfants de Boulogne-sur-Mer.

### Politique environnementale
Une grande partie du territoire communal est occupé par la forêt domaniale de Boulogne-sur-Mer, soit plus de 2 200 ha. Les deux-tiers sont utilisés pour la filière bois-énergie (bois bûche).
La CAB est chargée de la gestion des déchets (tri sélectif avec centre de tri et deux déchetteries).

## Population et société

### Démographie
Les habitants de la commune sont appelés les Baincthunois.

#### Évolution démographique
En 1759, la population de Baincthun se composait de 171 « feux » représentant 900 âmes.
L'évolution du nombre d'habitants est connue à travers les recensements de la population effectués dans la commune depuis 1793. Pour les communes de moins de 10 000 habitants, une enquête de recensement portant sur toute la population est réalisée tous les cinq ans, les populations de référence des années intermédiaires étant quant à elles estimées par interpolation ou extrapolation. Pour la commune, le premier recensement exhaustif entrant dans le cadre du nouveau dispositif a été réalisé en 2004.

En 2022, la commune comptait 1 321 habitants, en évolution de +2,4 % par rapport à 2016 (Pas-de-Calais : −0,72 %, France hors Mayotte : +2,11 %).
| 1793  | 1800  | 1806  | 1821  | 1831  | 1836  | 1841  | 1846  | 1851  |
| ----- | ----- | ----- | ----- | ----- | ----- | ----- | ----- | ----- |
| 1 128 | 1 120 | 1 085 | 1 475 | 1 687 | 1 745 | 1 788 | 1 810 | 1 693 |

| 1856  | 1861  | 1866  | 1872  | 1876  | 1881  | 1886  | 1891  | 1896  |
| ----- | ----- | ----- | ----- | ----- | ----- | ----- | ----- | ----- |
| 1 790 | 1 905 | 1 991 | 1 951 | 1 978 | 1 886 | 1 923 | 1 891 | 1 821 |

| 1901  | 1906  | 1911  | 1921  | 1926  | 1931  | 1936  | 1946  | 1954  |
| ----- | ----- | ----- | ----- | ----- | ----- | ----- | ----- | ----- |
| 1 907 | 1 874 | 1 794 | 1 699 | 1 625 | 1 570 | 1 564 | 1 941 | 1 026 |

| 1962  | 1968  | 1975  | 1982  | 1990  | 1999  | 2004  | 2006  | 2009  |
| ----- | ----- | ----- | ----- | ----- | ----- | ----- | ----- | ----- |
| 1 049 | 1 082 | 1 071 | 1 087 | 1 147 | 1 207 | 1 316 | 1 371 | 1 350 |

| 2014  | 2019  | 2022  | - | - | - | - | - | - |
| ----- | ----- | ----- | - | - | - | - | - | - |
| 1 300 | 1 294 | 1 321 | - | - | - | - | - | - |

#### Pyramide des âges
En 2018, le taux de personnes d'un âge inférieur à 30 ans s'élève à 32,9 %, soit en dessous de la moyenne départementale (36,7 %). De même, le taux de personnes d'âge supérieur à 60 ans est de 24,3 % la même année, alors qu'il est de 24,9 % au niveau départemental.
En 2018, la commune comptait 638 hommes pour 655 femmes, soit un taux de 50,66 % de femmes, légèrement inférieur au taux départemental (51,5 %).
Les pyramides des âges de la commune et du département s'établissent comme suit.
| Hommes | Classe d’âge | Femmes |
| ------ | ------------ | ------ |
| 0,5    | 90 ou +      | 0,9    |
| 6,1    | 75-89 ans    | 5,5    |
| 17,7   | 60-74 ans    | 17,8   |
| 27,0   | 45-59 ans    | 26,7   |
| 16,0   | 30-44 ans    | 16,2   |
| 16,6   | 15-29 ans    | 14,3   |
| 16,1   | 0-14 ans     | 18,6   |

| Hommes | Classe d’âge | Femmes |
| ------ | ------------ | ------ |
| 0,5    | 90 ou +      | 1,6    |
| 5,6    | 75-89 ans    | 8,9    |
| 16,7   | 60-74 ans    | 18,1   |
| 20,2   | 45-59 ans    | 19,2   |
| 18,9   | 30-44 ans    | 18,1   |
| 18,2   | 15-29 ans    | 16,2   |
| 19,9   | 0-14 ans     | 17,9   |

### Sports et loisirs
Plusieurs sports sont pratiqués sur la commune : randonnées, rugby, VTT, savate, fitness karaté. Il existe une salle de sport et des terrains de tennis.

### Cultes
Le culte catholique est assuré par roulement dans les églises de Baincthun, Conteville, La Capelle, Saint-Martin et Pernes.

## Économie

### Revenus de la population et fiscalité
En 2019, dans la commune, il y a 509 ménages fiscaux qui comprennent 1 348 personnes pour un revenu médian disponible par unité de consommation de 24 470 euros, soit supérieur au revenu médian de la France métropolitaine qui est de 21 930 euros,.

### Entreprises et commerces
Les habitants disposent de différents commerces (boulangerie, tabac, presse, épicerie), cafés et services (banque, garage). 72 établissements sont recensés sur Baincthun dont 16 en agriculture, sylviculture et pêche. Il existe également plusieurs gîtes et chambres d'hôtes.
Le Parc d'activités de Landacres est situé au bord de l'autoroute A16, sur les communes d'Isques, Baincthun et Hesdin-l'Abbé. Créé en 1997, il s'étend sur 165 hectares, dont 103 réservés prioritairement aux activités économiques industrielles (agroalimentaire, BTP, cosmétiques, etc) et 58,5 équipés en 2011. C'est l'une des rares zones d'activités en Europe à être certifiée ISO 14001 pour sa gestion environnementale.

## Culture locale et patrimoine

### Lieux et monuments

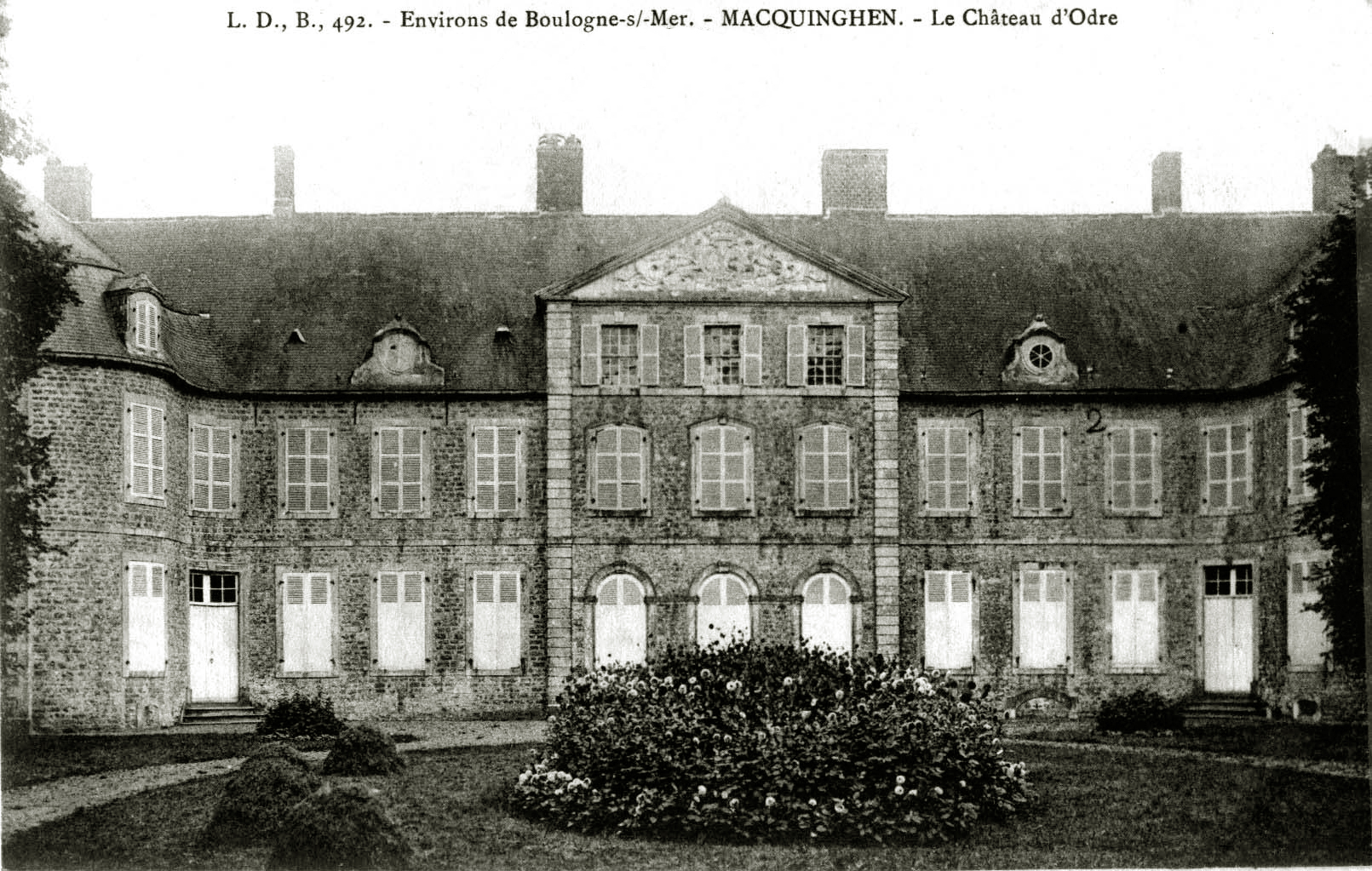
Le château d'Ordre.

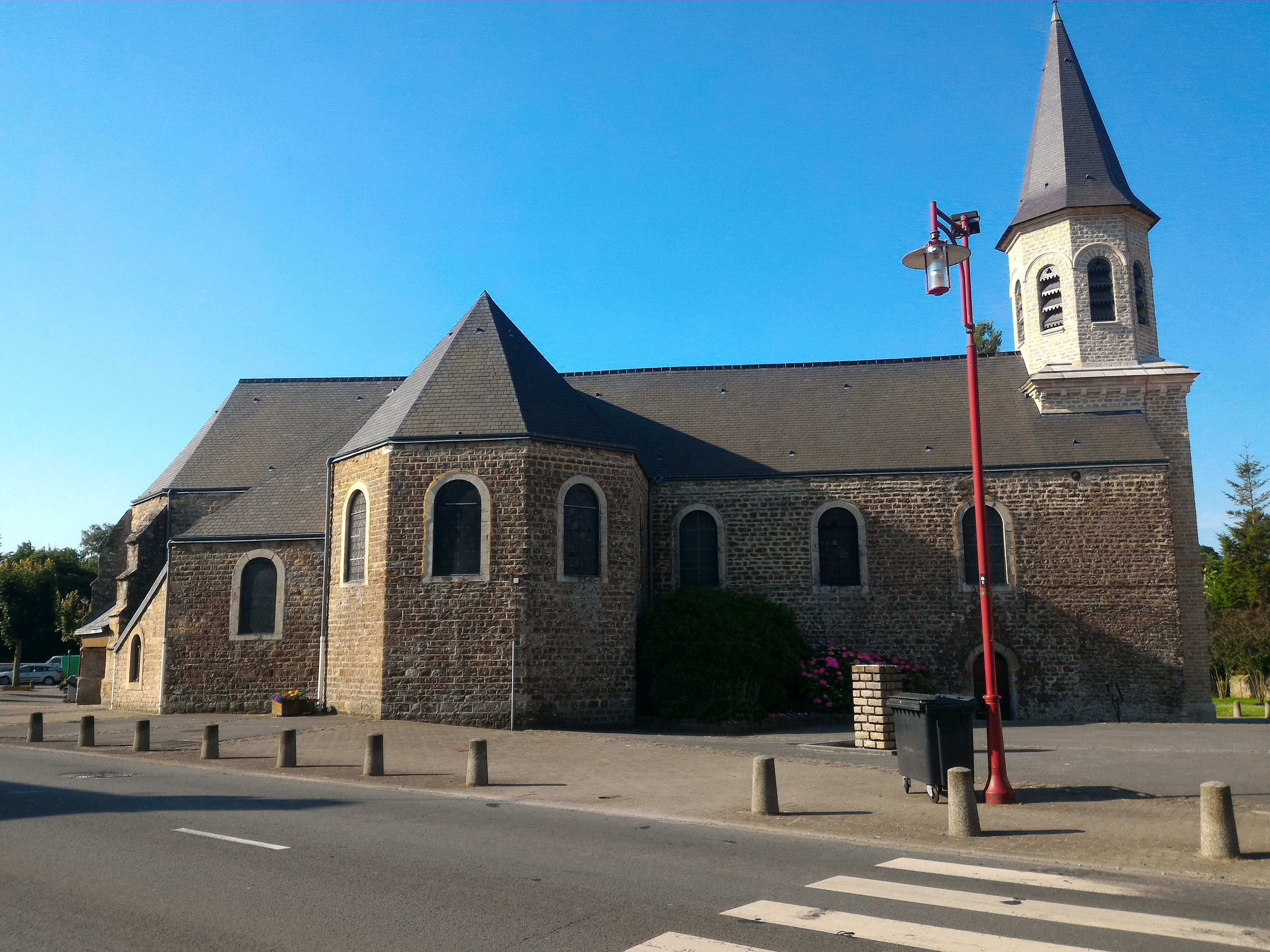
L'église.

#### Monument historique
- Le château d'Ordre, à Macquinghen : façades et toitures du château et des quatre pavillons du jardin ; portail principal avec sa grille en fer forgé ; vestibule, escalier avec sa cage et sa rampe ; chapelle et sa tribune ; boiseries et cheminée de la salle de billard (à l'exclusion des dessus de portes) ; boiseries avec leurs dessus de portes et cheminée du salon ; boiseries et leurs dessus de portes de la salle à manger (cad. B 464, 141, 142) : inscription au titre des monuments historiques depuis le 7 décembre 1987[75].

#### Autres monuments
- La manufacture de faïence, elle a été remplacée par une manufacture de terre de pipes, pour la buffeterie[76].
- L'église Saint-Martin.
- Le monument aux morts[77].

### Personnalités liées à la commune
- Myrtil-Joseph Sénéca (1800-1878), magistrat et homme politique, mort dans la commune.

### Héraldique
| Blason de Baincthun | Blason  | D'argent à trois huchets de gueules, le pavillon à dextre. |
| Blason de Baincthun | Détails | Armes de la famille de Baincthun (olim Bainghetun, Baincghethun), qui donna les premiers seigneurs connus du lieu. Le statut officiel du blason reste à déterminer. |

## Pour approfondir